# 谢夫斯克区
谢夫斯克区（俄语：Севский район）是俄罗斯联邦布良斯克州下辖的一个区，其行政中心为谢夫斯克。据2016年统计，该区的人口为15180人。